# Jędrzejewo (gmina Czarnków)
Jędrzejewo (niem. Putzig) – wieś w Polsce, położona w województwie wielkopolskim, w powiecie czarnkowsko-trzcianeckim, w gminie Czarnków.
| SIMC    | Nazwa         | Rodzaj    |
| ------- | ------------- | --------- |
| 0525004 | Jesionowo     | część wsi |
| 0525010 | Kaźmierówka   | część wsi |
| 0524980 | Książnica     | część wsi |
| 0525027 | Piaski        | część wsi |
| 0525033 | Plany         | część wsi |
| 0524996 | Pomorska Wola | część wsi |

Wieś została założona w 1586 przez czterech braci Czarnkowskich. Na początku była zarządzana przez 13 rolników. Pierwszy kościół ewangelicki został "zbudowany z olbrzymich bali" około 1790 roku. W 1812 przez Jędrzejewo przeszło wojsko Napoleońskie. W 1945 Jędrzejewo zostało zajęte przez 47 gwardyjską brygadę pancerną.
W latach 1945–54 siedziba gminy Jędrzejewo. 20 lutego 1946 otwarto tu szkołę podstawową. W latach 1954–1972 miejscowość należała i była siedzibą władz gromady Jędrzejewo. W latach 1975–1998 miejscowość należała administracyjnie do województwa pilskiego.